# Thale
Thale é um município da Alemanha, situado no distrito de Harz, no estado de Saxônia-Anhalt. Tem 137,62 km² de área, e sua população em 2019 foi estimada em 17.247 habitantes.